# Oberschneiding
Oberschneiding település Németországban, azon belül Bajorországban. Lakosainak száma 3297 fő (2023. december 31.). Oberschneiding Leiblfing, Salching, Wallersdorf, Straßkirchen, Aiterhofen és Pilsting községekkel határos.

## Népesség
A település népessége az elmúlt években az alábbi módon változott:
| Lakosok száma | 430  | 778  | 1456 | 2419 | 2758 | 2766 | 2881 | 2915 | 3252 | 3297 |
|               | 1875 | 1950 | 1975 | 1987 | 2012 | 2014 | 2016 | 2017 | 2021 | 2023 |